# Klubi Futbollistik Hajvalia
El Klubi Futbollistik Hajvalia, más conocido como KF Hajvalia o simplemente Hajvalia, fue un club de fútbol con sede en Hajvalia, Pristina, Kosovo.

## Historia

### Intento de fichar a Luis Suárez
En junio de 2014, después de que Luis Suárez fuera suspendido por la FIFA tras morder a Giorgio Chiellini, Hajvalia le envió un ofrecimiento al Liverpool para llevarse a Suárez durante su suspensión de cuatro meses del fútbol, debido a que en ese entonces, la Federación de Fútbol de Kosovo no estaba afiliada a la FIFA. La oferta fue de 24 000 libras esterlinas (30 000 euros), con un salario mensual de 1 500 euros. Sin embargo, el ente regulador del fútbol mundial advirtió que si el jugador aceptaba la oferta, le podrían agravar el castigo.

## Palmarés

### Torneos nacionales
| Competición     | Títulos |
| --------------- | ------- |
| Liga e Parë (1) | 2012    |

## Fútbol femenino
El equipo de fútbol femenino, llamado KFF Hajvalia, ascendió a la primera división en la temporada 2014-15 y, en la temporada siguiente, la 2015-16, ganó la liga y la copa. Debido al campeonato, el equipo se clasificó a la Liga de Campeones Femenina de la UEFA, convirtiéndose en el primer club kosovar en participar en una competición europea de mujeres. La sección femenina también desapareció en 2018.